# Carlos Sant'Anna
Carlos Corrêa de Menezes Sant'anna (Salvador, 12 de agosto de 1931 — Brasília, 3 de julho de 2003) foi um médico, professor e político brasileiro que foi duas vezes ministro de estado no governo José Sarney.

## Biografia

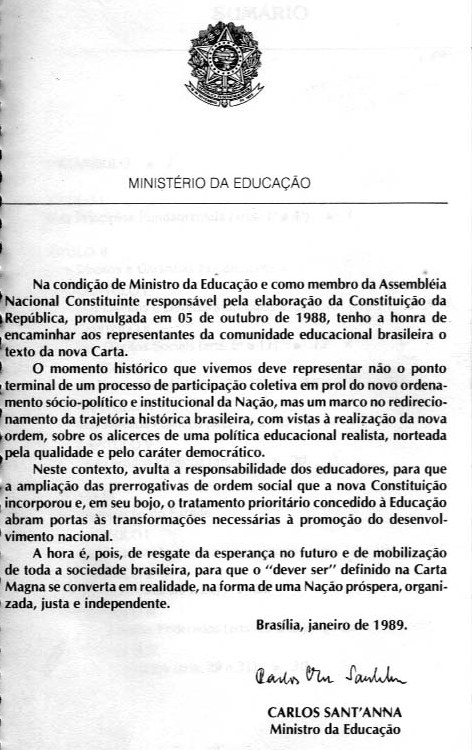
Nota de Carlos Corrêa de Menezes Sant'anna, como Ministro de Estado da Educação, sobre a Constituição brasileira de 1988;

Filho de Arnaldo Afonso dos Reis Sant'anna e Alayde Corrêa de Menezes Sant'anna. Formado em Medicina pela Universidade Federal da Bahia em 1955 com especialização em Pediatria Social em 1971 pelo Centro Internacional da Criança em Paris e com curso superior de guerra pela Escola Superior de Guerra em 1973. No primeiro governo Antônio Carlos Magalhães (1971-1975) foi conselheiro da Fundação Hospitalar do Estado da Bahia, diretor-geral do Departamento de Assistência da Secretaria da Saúde Pública e Coordenador do programa materno-infantil da Fundação Secretaria de Saúde do Estado da Bahia (Fusep).
Professor adjunto da Faculdade de Medicina da Universidade Federal da Bahia, estreou na política em 1974 ao ser eleito deputado estadual pela ARENA, licenciando-se para ocupar a Secretaria de Educação e Cultura do governo Roberto Santos. Eleito deputado federal em 1978, migrou para o PP após o retorno ao pluripartidarismo em 1980 durante o Governo João Figueiredo. Em 20 de dezembro de 1981 foi decidido em convenção nacional que o partido de Tancredo Neves seria incorporado ao PMDB, fato confirmado pelo Tribunal Superior Eleitoral em 2 de março de 1982, e assim Carlos Sant'anna foi reeleito por seu novo partido em 1982 e 1986, interrompendo seu mandato na Câmara dos Deputados em duas oportunidades durante o Governo José Sarney: primeiro como Ministro da Saúde e depois como Ministro da Educação. Em 1990 foi eleito suplente de deputado federal sendo efetivado após a renúncia do deputado Genebaldo Correia.
Foi casado com Eurides Avelar Freire Santana, com quem teve sete filhos. Viúvo, casou-se com Fabíola de Aguiar Nunes.
Faleceu em Brasília em 3 de julho de 2003 aos 71 anos.